# Região Geográfica Imediata de Resende
A Região Geográfica Imediata de Resende é uma das 14 regiões imediatas do estado brasileiro do Rio de Janeiro, uma das 3 regiões imediatas que compõem a Região Geográfica Intermediária de Volta Redonda-Barra Mansa e uma das 509 regiões imediatas no Brasil, criadas pelo IBGE em 2017. É composta de 4 municípios.